# 侵略犯罪
侵略犯罪（しんりゃくはんざい、英: Crime of Aggression）は、国際刑事裁判所規程に定められる国際刑事裁判所の管轄犯罪の一つである。2010年6月11日、カンパラで開かれたローマ規程再検討会議において、その定義及び管轄権行使の手続きに関する改正決議（RC/Res.6）が参加国111カ国のコンセンサスにより採択された。但し、管轄権の行使には諸条件があり、規定により30の締約国が改正条項の批准または受諾を行った1年後に行使が可能となり、またその運用についても、締約国の多数により2017年1月1日以降に行われる決定に従うこととなっている。略称はCAG。

## 定義
国際刑事裁判所規程（以下、規程）における定義は、次の通りである。

### 第8条の2
侵略犯罪
一、この規程の適用上、「侵略犯罪」とは、国の政治的または軍事的行動を、実質的に管理を行うかまたは指示する地位にある者による、その性質、重大性および規模により、国際連合憲章の明白な違反を構成する侵略の行為の計画、準備、着手または実行をいう。
二、第1項の適用上、「侵略の行為」とは、他国の主権、領土保全または政治的独立に対する一国による武力の行使、または国際連合憲章と両立しない他のいかなる方法によるものをいう。以下のいかなる行為も、宣戦布告に関わりなく、1974年12月14日の国際連合総会決議3314（XXIX）に一致して、侵略の行為とみなすものとする。
a. 一国の軍隊による他国領域への侵入または攻撃、若しくは一時的なものであってもかかる侵入または攻撃の結果として生じる軍事占領、または武力の行使による他国領域の全部若しくは一部の併合
b. 一国の軍隊による他国領域への砲爆撃または国による他国領域への武器の使用
c. 一国の軍隊による他国の港または沿岸の封鎖
d. 一国の軍隊による他国の陸軍、海軍または空軍若しくは海兵隊または航空隊への攻撃
e. 受け入れ国との合意で他国の領域内にある一国の軍隊の、当該合意に規定されている条件に反した使用、または当該合意の終了後のかかる領域における当該軍隊の駐留の延長
f. 他国の裁量の下におかれた領域を、その他国が第三国への侵略行為の準備のために使用することを許す国の行為
g. 他国に対する上記載行為に相当する重大な武力行為を実行する武装した集団、団体、不正規兵または傭兵の国による若しくは国のための派遣、またはその点に関する国の実質的関与

## 管轄権

### 認定
規程の適用上、侵略行為の認定（決定）は、国際刑事裁判所又は国際連合安全保障理事会の決定により行うことができるが、国際刑事裁判所は、裁判所以外の機関による「侵略行為」の決定に影響されない。（第15条の2）

### 行使
規程の適用上、国際刑事裁判所は次の方法で「侵略犯罪」に関する管轄権を行使できる。（第15条の2及び3）
- 国の自発的付託による行使: 第13条(a)および(c)項に従った行使（第15条の2）
- 安全保障理事会の付託による行使: 13条(b)項に従った行使（第15条の3）

### 第15条の2
侵略犯罪についての管轄権の行使（国の自発的付託）
1. 裁判所は、この条の規定に従うことを条件として、第13条(a)および(c)項に従って侵略犯罪についての管轄権を行使することができる。
2. 裁判所は、侵略犯罪に関する管轄権については、30の締約国が改正条項の批准または受諾を行った1年後にのみ行使することができる。
3. 裁判所は、規程の改正の採択のために必要とされるのと同じ締約国の多数により2017年1月1日以降に行われる決定に従うことを条件として、本条に従って侵略犯罪についての管轄権を行使するものとする。
4. 裁判所は、締約国が、裁判所書記に対して行う宣言によりかかる管轄権を受諾しないことを事前に宣言していない限り、第12条に従って、締約国が行った侵略行為から生じる、侵略犯罪についての管轄権を行使することができる。かかる宣言の撤回は、いつでも効力を有することができ、また3年以内に当事国により検討されるものとする。
5. 本規程の当事国でない国に関しては、裁判所は、その国の国民またはその領域において行われた侵略犯罪についてその管轄権を行使しないものとする。
6. 検察官が、侵略犯罪に関する捜査を進める合理的な基礎があると結論する場合には、まず最初に安全保障理事会が関係国により行われた侵略行為について決定を下したか否かを確かめるものとする。検察官は、あらゆる関連情報および文書を含む、裁判所における事態を、国際連合事務総長に通知するものとする。
7. 安全保障理事会がかかる決定を下した場合には、検察官は侵略犯罪に関する捜査を進めることができる。
8. 通報の日から6か月以内にかかる決定が下されない場合には、検察官は、予審裁判部が第15条に規定する手続に従って侵略犯罪に関する捜査の開始を許可したこと、および安全保障理事会が第16条に従って別段の決定をしていないことを条件として、侵略犯罪に関する捜査を進めることができる。
9. 裁判所以外の機関による侵略行為の決定は、本規程の下での裁判所独自の認定に影響を及ぼすものではない。
10. 本条は、第5条に言及されている他の罪に関する管轄権の行使に関する規定に影響を及ぼすものではない。

### 第15条の3
侵略犯罪についての管轄権の行使（安全保障理事会の付託）
1. 裁判所は、この条の規定に従うことを条件として、第13条(b)項に従って侵略犯罪についての管轄権を行使することができる。
2. 裁判所は、侵略犯罪に関する管轄権については、30の締約国が改正条項の批准または受諾を行った1年後にのみ行使することができる。
3. 裁判所は、規程の改正の採択のために必要とされるのと同じ締約国の多数により2017年1月1日以降に行われる決定に従うことを条件として、本条に従って侵略犯罪についての管轄権を行使するものとする。
4. 裁判所以外の機関による侵略行為の決定は、本規程の下での裁判所独自の認定に影響を及ぼすものではない。
5. 本条は、第5条に言及されている他の罪に関する管轄権の行使に関する規定に影響を及ぼすものではない。

## 発効
ローマ規程の適用上、規程の改正には30の締約国による個々の改正条項への批准が必要となる。侵略犯罪については、再検討会議において以下の発効要件が合意された。（第15条の2及び3共通）
- 30の締約国が改正条項の批准または受諾を行った1年後
- 締約国の多数により2017年1月1日以降に行われる決定に従うこと

## 締約国
44カ国 - 2023年3月8日現在
- 2012年5月8日、規程再検討会議の議長国であったリヒテンシュタインが「侵略犯罪に関する国際刑事裁判所ローマ規程の改正」に批准し、初の締約国となった[2]。
- 2013年1月13日、現在の国連安保理非常任理事国として初めて、ルクセンブルクが批准。4カ国目の締約国となった。またルクセンブルクは2012年2月に議会で刑法および刑事手続き法改正法案を可決しており、国際刑事裁判所ローマ規程の締約国の中で唯一、施行法の整備まで完了した締約国となった[3]。
- 2013年9月25日から26日までの間、国連首脳会合が行われている中で、キプロス、スロヴェニア、アンドラ、ウルグアイ（批准順）がそれぞれ批准書を寄託し、それぞれが締約国となった[4]。

その他の締約国は、次のとおり。（アルファベット順）
| No. | 締約国               | 批准又は加入 | 発効       |
| --- | -------------------- | ------------ | ---------- |
| 1.  | アンドラ             | 2013-09-26   | 2014-09-26 |
| 2.  | アルゼンチン         | 2017-04-28   | 2018-04-28 |
| 3.  | オーストリア         | 2014-07-17   | 2015-07-17 |
| 4.  | ベルギー             | 2013-11-26   | 2014-11-26 |
| 5.  | ボリビア多民族国     | 2020-12-10   | 2021-12-10 |
| 6.  | ボツワナ             | 2013-06-04   | 2014-06-04 |
| 7.  | チリ                 | 2016-09-23   | 2017-09-23 |
| 8.  | コスタリカ           | 2015-02-05   | 2016-02-05 |
| 9.  | クロアチア           | 2013-12-20   | 2014-12-20 |
| 10. | キプロス             | 2013-09-25   | 2014-09-25 |
| 11. | チェコ               | 2015-03-12   | 2016-03-12 |
| 12. | エクアドル           | 2019-09-25   | 2020-09-25 |
| 13. | エルサルバドル       | 2016-03-03   | 2017-03-03 |
| 14. | エストニア           | 2013-03-27   | 2014-03-27 |
| 15. | フィンランド         | 2015-12-30   | 2016-12-30 |
| 16. | ジョージア           | 2014-12-05   | 2015-12-05 |
| 17. | ドイツ               | 2013-06-03   | 2014-06-03 |
| 18. | ガイアナ             | 2018-09-28   | 2019-09-28 |
| 19. | アイスランド         | 2016-06-17   | 2017-06-17 |
| 20. | アイルランド         | 2018-09-27   | 2019-09-27 |
| 21. | イタリア             | 2022-01-26   | 2023-01-26 |
| 22. | ラトビア             | 2014-09-25   | 2015-09-25 |
| 23. | リヒテンシュタイン   | 2012-05-08   | 2013-05-08 |
| 24. | リトアニア           | 2015-12-07   | 2016-12-07 |
| 25. | ルクセンブルク       | 2013-01-15   | 2014-01-15 |
| 26. | マルタ               | 2015-01-30   | 2016-01-30 |
| 27. | モンゴル             | 2021-01-18   | 2022-01-18 |
| 28. | オランダ             | 2016-09-23   | 2017-09-23 |
| 29. | 北マケドニア         | 2016-03-01   | 2017-03-01 |
| 30. | パナマ               | 2017-12-06   | 2018-12-06 |
| 31. | パラグアイ           | 2019-04-05   | 2020-04-05 |
| 32. | ペルー               | 2022-10-14   | 2023-10-14 |
| 33. | ポーランド           | 2014-09-25   | 2015-09-25 |
| 34. | ポルトガル           | 2017-04-11   | 2018-04-11 |
| 35. | サモア               | 2012-09-25   | 2013-09-25 |
| 36. | サンマリノ           | 2014-11-14   | 2015-11-14 |
| 37. | スロバキア           | 2014-04-28   | 2015-04-28 |
| 38. | スロベニア           | 2013-09-25   | 2014-09-25 |
| 39. | スペイン             | 2014-09-25   | 2015-09-25 |
| 40. | パレスチナ           | 2016-06-26   | 2017-06-26 |
| 41. | スウェーデン         | 2022-01-26   | 2023-01-26 |
| 42. | スイス               | 2015-09-10   | 2016-09-10 |
| 43. | トリニダード・トバゴ | 2012-11-13   | 2013-11-13 |
| 44. | ウルグアイ           | 2013-09-26   | 2014-09-26 |

## 関連条項
管轄権の行使につき13条で規定している。

## 各国の立場

### リヒテンシュタイン
規程再検討会議の議長国であり「侵略犯罪に関する国際刑事裁判所ローマ規程の改正」の初の締約国となったリヒテンシュタインは、改正の批准に際し次の声明を発表した。
抄訳

### アメリカ合衆国
再検討会議にオブザーバーとして初めて公式に参加したのち、2010年6月15日に特別ブリーフィングを実施した米国は、同国が考える会議での成果を発表した。
抄訳

### 日本
日本政府は2010年の再検討会議において、次の3つの理由から、「規程改正の採択のコンセンサスには参加しないが、それをブロックすることはしない」対応をとった。
1. 現行ローマ規程の改正手続との関係で疑義が残ること;
2. 締約国間及び締約国と非締約国間の法的関係を複雑なものとすること;
3. 非締約国の侵略行為による侵略犯罪を必要以上に裁判所の管轄権行使の条件から外していること.

政府代表団団長の小松一郎政府代表（駐スイス大使）は、規定改正に関する投票を行うその前後に『投票理由説明』を発表した。

#### 採択前の投票理由説明
抄訳

#### 採択後の投票理由説明
抄訳